# Косово на Средиземноморских играх
Республика Косово принимает участие в Средиземноморских играх с 2018 года. В 1951—1991 годах спортсмены Косова участвовали как часть команды Югославии, в 1997—2005 годах как часть команды Сербии и Черногории.
По состоянию после Средиземноморских игр 2022, спортсмены Косова завоевали всего 10 медалей, из них 6 золотых, в командном медальном зачёте Косово занимает 21-е место.

## Медальный зачёт
| Год            | Кол-во спортсменов                                | Золото                                            | Серебро                                           | Бронза                                            | Всего                                             | Место                                             |
| 1951—1991      | участвовали как часть команды Югославии           | участвовали как часть команды Югославии           | участвовали как часть команды Югославии           | участвовали как часть команды Югославии           | участвовали как часть команды Югославии           | участвовали как часть команды Югославии           |
| 1993           | не участвовали                                    | не участвовали                                    | не участвовали                                    | не участвовали                                    | не участвовали                                    | не участвовали                                    |
| 1997—2005      | участвовали как часть команды Сербии и Черногории | участвовали как часть команды Сербии и Черногории | участвовали как часть команды Сербии и Черногории | участвовали как часть команды Сербии и Черногории | участвовали как часть команды Сербии и Черногории | участвовали как часть команды Сербии и Черногории |
| 2009—2013      | не участвовали                                    | не участвовали                                    | не участвовали                                    | не участвовали                                    | не участвовали                                    | не участвовали                                    |
| Таррагона 2018 | 40                                                | 3                                                 | 1                                                 | 0                                                 | 4                                                 | 14                                                |
| Оран 2022      | 38                                                | 3                                                 | 0                                                 | 3                                                 | 6                                                 | 16                                                |
| Таранто 2026   |                                                   |                                                   |                                                   |                                                   | .                                                 | —                                                 |
| Приштина 2030  |                                                   |                                                   |                                                   |                                                   | .                                                 | —                                                 |
| Всего          | Всего                                             | 6                                                 | 1                                                 | 3                                                 | 10                                                | 21                                                |